# Двірцева площа (Санкт-Петербург)
Двірцева площа (рос. Дворцовая площадь) — центральна площа Санкт-Петербурга, розташована у центрі міста.

## З історії XVIII століття
Формуватися площа почала з часів заснування міста. Сюди виходили фасади палаців адмірала Апраксіна Ф. М., Рагузинського С. В. та ін., а також службові флігелі та пишні брами. Дерев'яний палац Апраксіна почали будувати ще з 1705 року. З міркувань протипожежної безпеки багатий Апраксін у 1712 започаткував кам'яну будівлю.
1728 року бездітний і старий Апраксін заповів свій палац імператорській родині. З цього періоду тут мешкали імператори Росії.
На замову імператриці Єлизавети архітектор Франческо Бартоломео Растреллі розпочав перебудову і розширення Зимового палацу. Встигли зробити лише сам палац і оздобити деякі інтер'єри. Єлизавета померла, не дочекавшись завершення робіт.
За попереднім планом Растреллі палац мав круглу площу з циркумференціями, що не встигли побудувати. Нова імператриця Катерина II відсторонила Растреллі від палацових робіт, а смерть майстра унеможливила виконання його задумів. Тривалий час площа мала нерегулярний, майже неохайний вигляд.

## З історії XIX століття
До забудови площі звернулися лише на початку 19 століття, коли запроєктували і вибудували напівкруглу будівлю Генерального штабу (архітектор К. І. Россі). Вісь Генерального штабу збігається з віссю Зимового палацу Растреллі, але побудовано його так, щоби ніде штаб не затуляв будівлю палацу. Тим паче, що вони не схожі за стилем ні в чому. Довершила вигляд Палацової площі Олександрівська колона в стилі ампір, побудована архітектором Огюстом Монферраном на честь Олександра Першого у 1834 році в пам'ять перемоги над Наполеоном у франко-російській війні 1812 року.
Від площі бере початок Невський проспект — центральна вулиця Петербурга.